# Trophée Barthés 2017
El Trophée Barthés del 2017 fue la primera edición del torneo africano de rugby para jugadores de hasta 20 años (M20), hasta ese momento se organizaba en M19.
Los 8 equipos se dividieron en dos grupos de 4, en cada uno se determinó un ganador luego de una eliminatoria.
Se confeccionó una tabla general, con dos objetivos, la de otorgar al mejor ubicado la clasificación al próximo Trofeo Mundial y determinar el equipo que deba descender por ubicarse en la última posición.

## Equipos participantes
| - Selección juvenil de rugby de Costa de Marfil (Eléphanteaux) - Selección juvenil de rugby de Marruecos - Selección juvenil de rugby de Senegal - Selección juvenil de rugby de Túnez | - Selección juvenil de rugby de Kenia - Selección juvenil de rugby de Madagascar - Selección juvenil de rugby de Namibia (Namibia U20) - Selección juvenil de rugby de Zimbabue (Sables U20) |

## Grupo Norte

### Play off
|  | Semifinales     | Semifinales |    |         | Final           | Final      |  |
|  | 5 de julio      | 5 de julio  |    |         | 8 de julio      | 8 de julio |  |
|  |                 |             |    |         |                 |            |  |
|  |                 |             |    |         |                 |            |  |
|  | Senegal         | 5           |    |         |                 |            |  |
|  | Marruecos       | 22          |    |         |                 |            |  |
|  |                 |             |    |         |                 |            |  |
|  |                 |             |    |         |                 |            |  |
|  |                 |             |    |         | Marruecos       | 12         |  |
|  |                 | Túnez       | 17 |         |                 |            |  |
|  |                 |             |    |         |                 |            |  |
|  |                 |             |    |         |                 |            |  |
|  |                 |             |    |         | Tercer lugar    |            |  |
|  |                 |             |    |         |                 |            |  |
|  | Túnez           | 47          |    | Senegal | 32              |            |  |
|  | Costa de Marfil | 15          |    |         | Costa de Marfil | 10         |  |

### Semifinales
| 19 de abril 14:00 | Senegal | 5 - 22  | Marruecos |                              |                              |
|                   |         | Reporte |           | Asistencia: 500 espectadores | Asistencia: 500 espectadores |

| 19 de abril 16:00 | Túnez | 47 - 15 | Costa de Marfil |                              |                              |
|                   |       | Reporte |                 | Asistencia: 700 espectadores | Asistencia: 700 espectadores |

### Tercer puesto
| 22 de abril 14:00 | Senegal | 32 - 10 | Costa de Marfil |                              |  |
|                   |         |         |                 | Asistencia: 500 espectadores |  |

### Final
| 22 de abril 16:00 | Túnez | 17 - 12 | Marruecos |                               |                               |
|                   |       | Reporte |           | Asistencia: 1000 espectadores | Asistencia: 1000 espectadores |

| Bandera de Túnez |
| Campeón Túnez    |
| Primer título    |

## Grupo Sur

### Play off
|  | Semifinales | Semifinales |    |          | Final        | Final      |  |
|  | 5 de julio  | 5 de julio  |    |          | 8 de julio   | 8 de julio |  |
|  |             |             |    |          |              |            |  |
|  |             |             |    |          |              |            |  |
|  | Zimbabue    | 24          |    |          |              |            |  |
|  | Kenia       | 34          |    |          |              |            |  |
|  |             |             |    |          |              |            |  |
|  |             |             |    |          |              |            |  |
|  |             |             |    |          | Namibia      | 66         |  |
|  |             | Kenia       | 24 |          |              |            |  |
|  |             |             |    |          |              |            |  |
|  |             |             |    |          |              |            |  |
|  |             |             |    |          | Tercer lugar |            |  |
|  |             |             |    |          |              |            |  |
|  | Namibia     | 66          |    | Zimbabue | 35           |            |  |
|  | Madagascar  | 7           |    |          | Madagascar   | 36         |  |

### Semifinales
| 20 de abril 13:00 | Zimbabue | 24 - 34 | Kenia |  |  |
|                   |          | Reporte |       |  |  |

| 20 de abril 15:00 | Namibia | 66 - 7  | Madagascar |  |  |
|                   |         | Reporte |            |  |  |

### Tercer puesto
| 23 de abril 13:00 | Zimbabue | 35 - 36 | Madagascar |  |  |
|                   |          | Reporte |            |  |  |

### Final
| 23 de abril 15:00 | Namibia | 66 - 24 | Kenia |  |  |
|                   |         | Reporte |       |  |  |

| Bandera de Namibia |
| Campeón Namibia    |
| Primer título      |

## Tabla general
| Pos. | Equipo          | Tantos  | Tantos    | Tantos     | Puntos |
| Pos. | Equipo          | a favor | en contra | diferencia | Puntos |
| ---- | --------------- | ------- | --------- | ---------- | ------ |
| 1    | Namibia         | 137     | 31        | + 101      | 10     |
| 2    | Túnez           | 64      | 27        | + 37       | 10     |
| 3    | Marruecos       | 34      | 22        | + 12       | 5      |
| 4    | Senegal         | 37      | 32        | + 5        | 5      |
| 5    | Kenia           | 58      | 90        | - 32       | 4      |
| 6    | Madagascar      | 43      | 101       | - 38       | 4      |
| 7    | Zimbabue        | 59      | 70        | - 11       | 1      |
| 8    | Costa de Marfil | 25      | 79        | - 54       | 0      |

Nota: Se otorgan 4 puntos al equipo que gane un partido y 2 al que empate
Puntos Bonus: 1 punto por convertir 4 tries o más en un partido y 1 al equipo que pierda por no más de 7 tantos de diferencia
|  | Clasifica al JWRT 2017 |